# Histopona luxurians
Histopona luxurians är en spindelart som först beskrevs av Kulczynski 1897.  Histopona luxurians ingår i släktet Histopona och familjen trattspindlar. Inga underarter finns listade i Catalogue of Life.